# Zaria (Kalfou)
Pour les articles homonymes, voir Zaria.
Zaria est une localité du Cameroun située dans la commune de Kalfou, le département du Mayo-Danay et la Région de l'Extrême-Nord, à proximité de la frontière avec le Tchad.

## Population
En 1967, la localité comptait 156 habitants, principalement des Peuls et des Toupouri. À cette date, un marché hebdomadaire s'y tenait le mercredi.
Lors du recensement de 2005, on y a dénombré 290 habitants.
Une étude de terrain de 2011 évalue la population à 1 300 personnes.